# Анастасій Перський
Святий Анастасій Перський (VI століття, Рей — 22 січня 628, Ресафа) — іранський святий.

## Життєпис
Був сином іранського волхва Вава. В язичництві він носив ім'я Магундат і служив у військах іранського шаха Хосрова II, який в звитяжній війні проти візантійців розграбував в 614 році священне місто Єрусалим і відвіз до Ірану Животворний Хрест Господній. Великі дива, що діялися від Хреста Господнього, вражали іранців. Серце хлопця Магундата зажевріло бажанням дізнатися детально про велику святиню. Розпитуючи всіх про Святий Хрест, хлопець дізнався, що на ньому зазнав розп'яття Господь для спасіння людей. Він ознайомився з істинами християнської віри в Халкендоні, де на деякий час зупинилися війська Хозрова.
У хрещенні прийняв ім'я Анастасій, а потім став ченцем і провів 7 років в чернечих подвигах і працях в одному з єрусалимських монастирів.
Його схопили як християнина і представили на суд. Правитель всіляко намагався схилити святого Анастасія до зречення від Христа, загрожуючи йому муками і смертю й обіцяючи почесті й земні блага. Але святий залишився непохитний. Тоді його піддали катуванням: били палицями, роздрібнили гомілки, підвішували за руки, прив'язавши до ніг важкий камінь, томили голодом, виснажували важкою роботою в каменоломнях з іншими в'язнями. Тоді, за наказом шаха Хосрова, святого мученика Анастасія у 628 році задушили.
Пам'ять — 22 січня.